# 연애혁명
《연애혁명》은 232 작가가 네이버 웹툰 코너에 연재하고 있는 로맨틱 코미디  만화이다. 2016년 6월 25일 네이버 웹툰 중 최초로 좋아요 수 100만 건을 넘겼으며 2023년 3월 2일 완결이났다. 네이버 시리즈와 카카오TV에서 웹드라마로 방영했다.

## 줄거리
평범하면서 금사빠인 고등학생 순정남 공주영과 까칠하고 차가운 여학생 왕자림이 티격태격하는 연애담을 그린 웹툰이다.

## 등장 인물

### 주요 인물
- 공주영

나이:19세
혈액형: O형
몸무게: 65kg
키: 176cm
생일: 8월 9일
왕자림의 남자친구이자 남자주인공이다. 애교많고 활발한 성격이다. 왕자림과 헤어진 후 다시 재결합을 하게 되었지만 왕자림의 일문제 때문에 다시 헤어지게 된다. 그러다 다시 또 재결합한다.

- 왕자림

나이: 19세
혈액형: B형
몸무게: 49.7kg
키: 168.5cm
생일: 3월 23일
공주영의 여자친구이자 여자주인공이다. 이경우의 짝사랑 상대이며 공주영과 헤어진 후 다시 재결합을 하게 되지만 일문제 때문에 다시 헤어지게 된다. 그러나 다시재결합한다. 쿨하고 시크한 성격이다.

- 이경우

나이: 19세
혈액형: B형
몸무게: 60kg
키: 174.6cm
생일: 6월 22일
공주영의 10년 절친이며 남유리와 방예슬의 전 남자친구이자 서브 남자주인공이다. 양민지, 김우리의 짝사랑 상대이고 현재 왕자림을 짝사랑하고 있다.

- 김병훈(김병풍)

나이: 19세
공주영 무리의 소속이며 키가 매우 크고, 피부가 어둡다. 시골에서 살다 왔다. 몸이 좋다.
- 안경민

나이: 19세
공주영 무리의 소속이며 어떠한 상황에서도 드립을 중요시한다. 안생경민이라는 닉네임으로 방송을 하며 이경우가 왕자림을 짝사랑하는 것을 알게 되었다.

- 오아람

나이: 19세
혈액형: AB형
몸무게: 53kg
키: 158cm
생일: 12월 9일
왕자림 무리의 소속이며 어렸을 때부터 태권도, 복싱을 배웠다. 먹성이 좋으며 성격이 털털하고, 시원시원하다. 양민지와 냉전 중이며 남궁지수의 짝사랑녀이다.

- 양민지

나이: 19세
혈액형: O형
몸무게: 58.5kg
키: 165cm
생일: 6월 20일
왕자림 무리의 소속이였다. 현재는 왕자림 무리와 냉전 중이다. 발암캐로 활약중이다.

- 최정우

나이: 21세
왕자림의 전 썸남이다. 어장관리와 양다리를 들켜서 다신 보지 못할 사이가 되었다. 전 여친에게도 이 사실을 들켜 헤어졌다. PC방에서 일하는 중이다.

- 조승민

나이: 19세
이경우의 전 친구이다. 소년원에 간다고 했을 때부터 나오지 않다가, 이경우 앞에 나타난다. 최근에는 이경우를 죽이려고도 했을 정도로 이경우를 매우 증오한다. 노래방 사건 이후 소년원에 다시 들어갔다.

- 곽보경

나이: 19세
공주영의 전 여자친구이다. 성예진 무리를 갈라놓으려다가 본인이 따돌림 당했다. 공주영에게 모든 데이트 비용과 선물만 받고 헤어졌다.

- 남궁지수

나이: 18세
아람이와 같은 체육관을 다니는 동생이다. 쉬는시간에 아람이에게 매점까지의 결투를 신청하기도 했다. 현재 아람을 짝사랑중이지만, 이전에 아람에게 차였다.

### 이삼정보고등학교 소속 인물
- 김우리

나이: 19세
공주영, 이경우의 초등학교, 중학교 동창이다. 이경우를 오랫동안 짝사랑했지만 포기했다.
- 석호

나이: 19세
이지혜의 전 남자친구이다. 공주영, 이경우, 안경민과 중학교 동창이자 고등학교 친구이다. 경우가 자신이 왕자림을 좋아하고 있다는 걸 처음으로 털어놓은 친구이다. 지혜를 못 잊고 방황하다가 미희에게 좋은 감정을 느끼게 되어 사귀게 된다.
- 이미희

나이: 19세
왕자림의 친구이며 석호의 현 여친이다.
- 홍진희

나이: 19세
왕자림의 친구이다.
- 방예슬

나이: 19세
이경우의 전 여자친구이다.
- 이지은

나이: 19세
3반 반장이다.
- 김민희

나이: 19세
- 장해리

나이: 20세
공주영의 번호를 따갔었다. 일진이다.
- 독고문

나이: 46세
이삼정보고 수학선생님이다. 성격이 매우 깐깐하며, 조연사 선생님과 라이벌 상대이다.
- 조연사

나이: 40세
현재 2학년 3반 담임선생님이다. 조예민이라는 별명이 있다. 독고문 선생님과 라이벌 상대이다.
- 전병헌

나이: 30대
- 교감선생님

교복 에피소드의 파격적인 꽃무늬 생활복으로 학생들이 시위를 벌였다. 또한 수련회때 소리를 지르다 가발이 벗겨져 웃음을 주기도 하였다.

### 왕자림 Episode
- 최정우

나이: 17세
- 노승희

나이: 15세
- 박하나

나이: 15세
- 강지예

나이: 15세
- 임대건

나이: 17세
- 김혜령

나이: 18세
- 임정훈

나이: 15세
- 허정근

나이: 17세
- 김다혜

나이: 15세
- 안중원

나이: 17세

### 이경우 Episode
- 남유리

나이: 15세
이경우의 첫번째 여자친구이다. 왕자림과 닮았다. 경우와 오해로 헤어진다.
- 장형배

나이: 15세
- 임성진

나이: 15세
- 계주혁

나이: 15세
- 곽정민

나이: 15세
- 심현지

나이: 15세
- 이선미

나이: 15세
- 배기태

나이: 17세
- 김준혁

나이: 16세
- 김성범

나이: 18세
- 남궁현우

나이: 19세
남궁지수의 형이다.
- 장대순

- 이경우의 아버지

- 나일홍

나이: 35세
이경우와 같은 병실에 입원했었다.
- 신민철

나이: 18세
남유리의 첫번째 남자친구이다.
- 조승민

나이: 15세
남유리와 이경우 사이를 부추겨 헤어지도록 만든 장본인이다. 엄청난 일진으로 이경우와 한판 싸움을 벌인 적도 있었다.

### 타교 학생
- 곽보경

나이: 19세
공주영의 전 여친이다.
- 배지연

나이: 19세
왕자림의 친구이자 황찬의 현 여친이다.
- 송혜민

나이: 19세
왕자림의 친구이다. 별명이 송해이다. 안경민이 짝사랑한다.
- 왕별림

나이: 18세
왕자림의 친 여동생이다.
- 공재민

나이: 18세
공주영의 친 남동생이다.
- 황찬

나이: 19세
배지연의 현 남친이다.
- 이지혜

나이: 19세
석호의 전 여친이다.
- 박재정

나이: 19세
- 서영준

나이: 19세
- 윤정재

나이: 19세
- 정상훈

나이: 19세
공주영의 친구이자 양민지의 전 남친이다.
- 최한별

나이: 19세
왕자림의 소꿉친구이다.
- 정동진

나이: 20세
정상훈의 친 형이자 최정우의 친구이다.
- 양민아

나이: 20세
양민지의 친 언니이다.
- 조유미

나이: 18세
- 문성호

최한별을 괴롭혔던 일진이다.

### 그 외 인물
- 오바람

나이: 21세
오아람의 친오빠이다. 여자를 좋아하고 남자들에겐 쌀쌀맞으며 가끔 심한 장난을 친다.
- 상식이

왕자림의 집에서 키우는 강아지이다.
- 왕자림의 아버지

- 왕자림의 어머니

- 공주영의 어머니

젊을 때 왕자림과 약간 닮았었다.
- 공영호

공주영의 아버지이며 유명 셰프이다.
- 이경우 어머니

- 이경우 아버지

가정 폭력범이며 현재는 이혼한 상태이다.
- 양민지 어머니

- 오아람 어머니

- 오아람 아버지

- 오아람 고모님

오아람을 어릴적에 많이 챙겨 주었지만 후로 오아람에게 거지들이라며 말한 것을 오아람이 듣자 고모집을 나와 이모부집으로 간다.
- 오아람 숙모님

- 피어준

251화에서 조별과제 개노답 삼대장으로 나왔으며 공주영과 왕자림이 헤어졌을 때 여소를 해준다고 장난삼아 했지만 공주영이 받았다.

## 단행본 목록
2013년 9월, 네이버 웹툰에서 이 작품이 연재되었으며 2014년 2월부터서야 단행본으로 연재되기 시작했다.
| 권수 | 영컴(YOUNG COM)                   | 영컴(YOUNG COM)  | 영컴(YOUNG COM)    |
| 권수 | 화수                              | 발매일           | ISBN               |
| ---- | --------------------------------- | ---------------- | ------------------ |
| 1    | 1~14화+부록(프로필/일러스트 등등) | 2014년 2월 6일   | ISBN 9791185193045 |
| 2    | 15~29화+부록                      | 2014년 9월 16일  | ISBN 9791185193120 |
| 3    | 30~45화+부록                      | 2016년 7월 21일  | ISBN 9791185193397 |
| 4    | 46~61화+부록                      | 2017년 3월 6일   | ISBN 9791185193564 |
| 5    | 62~73화+부록                      | 2017년 4월 19일  | ISBN 9791185193595 |
| 6    | 74~82화+부록                      | 2017년 12월 6일  | ISBN 9791185193878 |
| 7    | 83~96화+부록                      | 2018년 6월 5일   | ISBN 9791162790083 |
| 8    | 97~108화                          | 2019년 1월 8일   | ISBN 9791162790373 |
| 9    | 109~118화                         | 2019년 3월 27일  | ISBN 9791162790472 |
| 10   | 119~130화+부록                    | 2019년 10월 17일 | ISBN 9791162790618 |
| 11   | 131~142화+부록                    | 2020년 3월 31일  | ISBN 9791162790649 |
| 12   | 143~154화+부록                    | 2020년 3월 31일  | ISBN 9791162790656 |
| 13   | 155~167화+부록                    | 2020년 8월 31일  | ISBN 9791162790670 |
| 14   | 168~180화+부록                    | 2020년 8월 31일  | ISBN 9791162790687 |
| 15   | 181~192화+부록                    | 2021년 1월 20일  | ISBN 9791162790717 |
| 16   | 193~204화                         | 2021년 11월 30일 | ISBN 9791167790408 |
| 17   | 205~216화                         | 2021년 12월 21일 | ISBN 9791167790439 |
| 18   | 217~229화                         | 2022년 3월 22일  | ISBN 9791167790743 |
| 19   | 230~242화+특별편(232화)           | 2022년 5월 19일  | ISBN 9791167790934 |
| 20   | 243~254화                         | 2022년 5월 19일  | ISBN 9791167790941 |
| 21   | 255~266화                         | 2022년 7월 26일  | ISBN 9791167791344 |
| 22   | 267~278화                         | 2022년 8월 26일  | ISBN 9791167791429 |
| 23   | 279~290화                         | 2022년 9월 27일  | ISBN 9791167791566 |
| 24   | 291~301화+특별편                  | 2022년 9월 30일  | ISBN 9791167791580 |
| 25   | 302~312화                         | 2023년 6월 29일  | ISBN 9791167792549 |
| 26   | 313~323화                         | 2023년 6월 29일  | ISBN 9791167792556 |
| 27   | 324~333화                         | 2023년 7월 31일  | ISBN 9791167792662 |
| 28   | 334~344화                         | 2023년 7월 31일  | ISBN 9791167792679 |
| 29   | 345~356화                         | 2023년 8월 31일  | ISBN 9791167792860 |
| 30   | 357~367화                         | 2023년 8월 31일  | ISBN 9791167792877 |
| 31   | 368~376화                         | 2023년 10월 12일 | ISBN 9791167793249 |
| 32   | 377~385화                         | 2023년 11월 28일 | ISBN 9791167793454 |
| 33   | 386~394화                         | 2023년 11월 28일 | ISBN 9791167793461 |
| 34   | 395~403화                         | 2023년 12월 27일 | ISBN 9791167793584 |
| 35   | 404~411화+특별편                  | 2023년 12월 27일 | ISBN 9791167793591 |
| 36   | 412~420화                         | 2024년 1월 25일  | ISBN 9791167793676 |
| 37   | 421~429화                         | 2024년 1월 25일  | ISBN 9791167793683 |
| 38   | 430화~에필로그 3+특별 부록        | 2024년 2월 28일  | ISBN 9791167793959 |